# Рибозим
Рибозими су молекули РНК који имају способност катализатора биохемијских процеса, односно функционишу као ензими. Откриће рибозима 1982. године, показало је да РНК може бити и генетички материјал (као ДНК) и биолошки катализатор (као протеински ензими), и допринело је хипотези о РНК свету, која сугерише да је РНА могла бити важна за еволуцију праживотињских самореплицирајућих система. Најчешће активности природно или ин витро развијених рибозима су цепање или лигација РНК и ДНК и формирање пептидне везе. У оквиру рибозома, рибозими функкционишу као део велике подјединице рибозомалне РНК за повезивање аминокиселина током синтезе протеина. Такође учествују у разним реакцијама овраде РНК, укључујући сплајсовање РНК, вирусну репликацију и биосинтезу транспортне РНК.
Рибозиме су открили, радећи потпуно независно један од другог, Сидни Алтман и Томас Цех и 1989. године за то добили Нобелову награду. До тада се веровало да су ензими по својој хемијској природи искључиво протеини, а нуклеинске киселине пасивни унутарћелијкси носиоци гена. Захваљујући раду ова два хемичара успостављена је нова научна област РНК-ензимологија.